# Gyre océanique

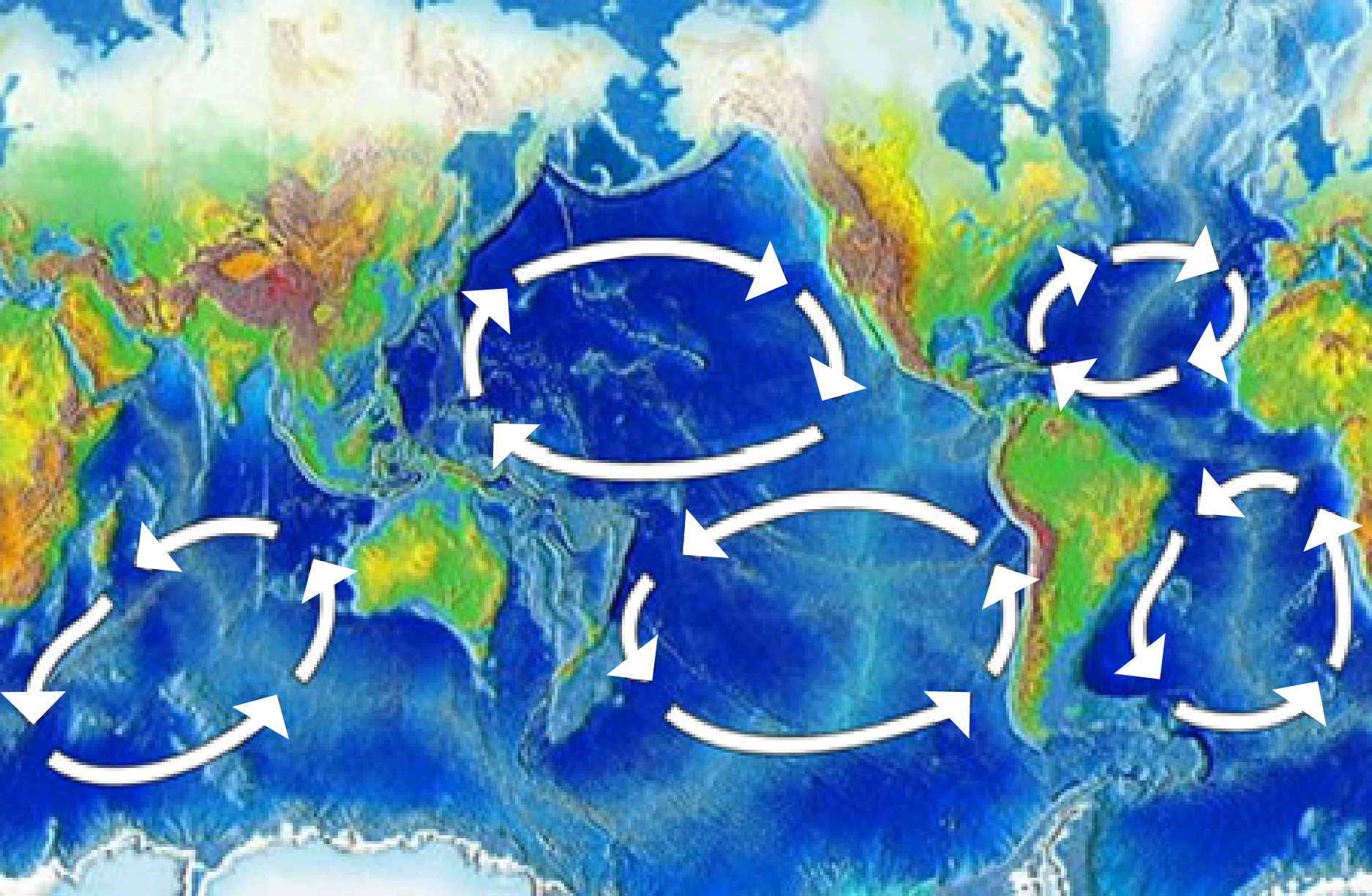
Carte des cinq gyres principaux de l'océan

Tous les principaux gyres océaniques

Un gyre océanique (gyre : du grec « rotation ») est un gigantesque tourbillon d'eau océanique formé d'un ensemble de courants marins. Ces vortex sont provoqués par la force de Coriolis.

## Principaux gyres

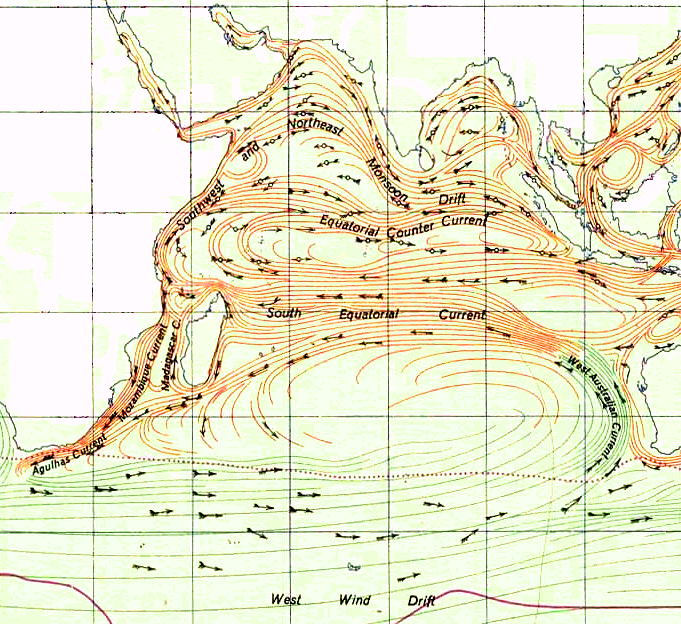
Gyre de l'Océan Indien

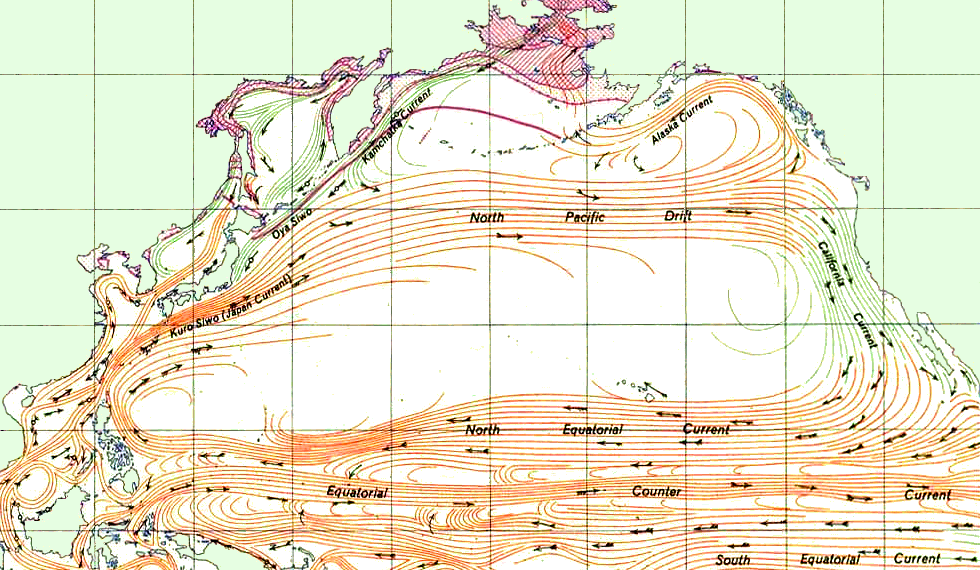
Les courants du gyre du Pacifique nord

Les océans de la Terre présentent les cinq gyres majeurs suivants :
- Gyre subtropical de l'océan Indien
  - contient le système du courant Agulhas

- Gyre subtropical de l'Atlantique nord ou gyre de l'Atlantique nord
  - Gulf Stream, courant du Labrador, courant du Groenland oriental, courant de l'Atlantique nord, courant équatorial de l'Atlantique nord. Contient la mer des Sargasses.

- Gyre subtropical de l'Atlantique sud ou gyre de l'Atlantique sud
  - contient le plus petit système du courant du Brésil

- Gyre subtropical du Pacifique nord, appelé aussi gyre du Pacifique nord
  - Ce gyre comprend la majeure partie de l’océan Pacifique nord. Il est situé entre l'équateur et la latitude 50° N. Le gyre du Pacifique nord tourne dans le sens des aiguilles d'une montre et comporte quatre courants principaux : le courant du Pacifique nord au nord, le courant de Californie à l'est, le courant équatorial nord au sud, et le courant de Kuroshio à l'ouest. Une accumulation de débris d'origine humaine, appelée plaque de déchets du Pacifique nord s'amasse à l'intérieur du gyre.

- Gyre subtropical du Pacifique sud
  - système le plus petit système du courant d'Australie orientale

## Autres gyres
- Courant circumpolaire antarctique
- Gyre subpolaire de la mer de Weddell
- Gyre subpolaire de la mer de Ross

## Les différents types de gyres

### Circulation tropicale
Les circulations tropicales sont moins unifiées et tendent à être surtout est-ouest avec une extension mineur nord-sud.
- Système de circulation équatorial atlantique
- Système des courants équatoriaux du Pacifique
- Gyres de mousson

### Gyres subtropicaux
Le centre d'un gyre subtropical est une zone de haute pression. La circulation autour de la haute pression tourne dans le sens des aiguilles d'une montre dans l'hémisphère nord et dans le sens inverse des aiguilles d'une montre dans l'hémisphère sud, du fait de la force de Coriolis. La haute pression dans le centre est due aux vents d'ouest du côté septentrional du gyre et aux alizés du côté méridional du gyre. Cela provoque des courants de frottements vers la latitude au centre du gyre. La plongée d'eau au centre du gyre crée un flux vers l'équateur dans les 1 000 à 2 000 m supérieurs de l'océan, à travers des dynamiques assez complexes. Ce flux vers l'équateur repart vers les pôles dans le veine limite occidentale intensifiée (Intensification occidentale).
La veine limite occidentale intensifiée du gyre subtropical de l'Atlantique nord est le Gulf Stream ; dans le Pacifique nord, c'est le courant de Kuroshio; dans l'Atlantique sud, c'est le courant du Brésil; dans le Pacifique sud, c'est le courant d'Australie orientale; dans l'Océan Indien, c'est le courant Agulhas.

### Gyres subpolaires
Les gyres subpolaires se forment dans les hautes latitudes (vers 60 degrés). La circulation des vents de surface et de l'eau océanique tourne dans le sens inverse des aiguilles d'une montre dans l'hémisphère nord, vers les zones de basse pression, comme la dépression des Aléoutiennes et la dépression d'Islande. Les courants de surface se déplacent généralement vers l'extérieur du centre du système.  Ce phénomène est à l'origine du transport d'Ekman, qui crée des remontées d'eau (upwelling) riche en nutriments depuis les profondeurs.
La circulation subpolaire dans l'hémisphère sud est contrôlée par le courant circumpolaire de l'Antarctique, à cause du manque de larges masses de terres qui séparent l'Océan austral. Il existe des gyres dans la mer de Weddell et la mer de Ross, qui circulent dans le sens des aiguilles d'une montre.

## Gyres et circulation d'espèces océaniques
Les grands courants marins transportent des espèces qui s'y laissent passivement porter. Il se forme un écosystème particulier à ce milieu, surnommé la plastisphère. D'autres (Tortue luth par exemple) les utilisent activement pour franchir de grandes distances en économisant leur énergie. Ces dernière savent parfois aussi utiliser les contre-courants pour remonter contre le courant principal, en le longeant.